# Ceylonthelphusa durrelli
Ceylonthelphusa durrelli  (лат.) — пресноводный краб из семейства Gecarcinucidae. Очень редкий исчезающий вид.
Эндемик Шри-Ланки. Обнаружен этот вид только в пределах своего типового местонахождения (07° 22' с. ш., 80° 50' в. д.) площадью 1 км². Обитает на мелководьях рек и ручьёв, протекающих через влажный горный тропический лес, глубиной до 15 см с медленным течением; под скалами, во влажной почве и во влажной листовой подстилке по берегам водотоков, всегда на затенённых участках.
Очень чувствителен к загрязнению и заиливанию водоёмов. Угрозу для этого вида представляют также инвазивные водные животные, вырубка лесов, наплыв пестицидов, локальные изменения климата и кислотные дожди. Сохранение пресноводных крабов почти полностью зависит от сохранения участков первозданных лесов, достаточно больших для поддержания хорошего качества воды естественных водоёмов.